# Szász Endre (újságíró)
Szász Endre (Kolozsvár, 1887 – Marosvásárhely, 1944)  újságíró, Szappanyos Gabriella férje.

## Életpályája
A kolozsvári Ferenc József Tudományegyetemen szerzett jogi diplomát, de az újságírás vonzotta. Saját bevallása szerint már gimnazista korában szerkesztett egy litografált újságot, s első éves jogász volt, amikor első újságcikkei az Előre c. lapban megjelentek. Tíz évig az Újság, majd 1925-től a Keleti Újság felelős szerkesztője, 1941–44 között a marosvásárhelyi Székely Szó főszerkesztője, a budapesti Friss Újság főmunkatársa. A romániai Kisebbségi Újságíró Szervezet alelnöke, később elnöke. 1944. szeptember végén, a szovjet csapatok bevonulása után elhurcolták; kiszabadulása után az elszenvedett bántalmazások következtében hamarosan meghalt.
25 éves újságírói jubileumát 1932-ben az erdélyi magyar újságírótársadalom országos mozgósítással ünnepelte meg, az újságíróknak a gazdasági válság körülményei közötti súlyos helyzetére irányítva a közfigyelmet.
Ligeti Ernő írta róla: „Csak újságíró volt, és nem akart soha más lenni. Családjának szép hagyományai, amelyekhez hűségesen ragaszkodott, gondolkodásának világossága, szerkesztői judíciuma, óriási munkabírása, önzetlensége és emberiessége minden körben népszerűvé tették és a kisebbségi újságírás első vonalába emelték” (Súly alatt a pálma. Kolozsvár, 1941. 27–28).
Több cikkben is foglalkozott Szabó Dezsővel és viszonyával az erdélyi irodalomhoz (Egy svábhegyi villában éli remeteéletét Szabó Dezső. Az elsodort falu írója őszinte véleményt mond az erdélyi irodalomról, az erdélyi írók modorosságairól. Keleti Újság 1928. aug. 20.; Bizony nehezen élek! – mondja Szabó Dezső, akinek egyetlen példánya sincs a saját könyveiből. Uo. 1928. aug. 27.; Szabó Dezső „tavaszi levele” Tamási Áron könyvéről. Uo. 1928. szept. 9.), utóbbival nagy hullámokat verve az erdélyi sajtóban a Szűzmáriás királyfi körül. Nevezetesebb irodalmi vonatkozású cikkei még: Utóirat a helikoni vitához (uo. 1933. okt. 8.); Sajtópereim margójára. (uo. 1933. nov. 12.); Nem lehet? Hozzászólás Makkai Sándor írásának vitájához (uo. 1937. febr. 13.).
Önéletrajzi emlékeket idéz fel több írásában: Emlékek a régi Kolozsvárról (Keleti Újság 1932. júl. 17.); Miklós Andor, a legenda és amit én láttam benne (uo. 1933. dec. 10.); A tizenöt éves Keleti Újság (uo. 1933. dec. 16.).